# 極東証券
極東証券株式会社（きょくとうしょうけん、英: KYOKUTO SECURITIES CO.,LTD.）は、東京都中央区に本社を置く、日本の証券会社、投資銀行。

## 概要
三井グループ（旧・三井財閥）系の証券会社だが、独立色が強い。店頭による保守的富裕層向けの対面営業に特化した営業形態を取る。東日本大震災まではディーリング（自己売買部門）が収益の大半を占めていた。
大手証券会社が扱わないニッチ商品や特色ある既発社債や外債の営業に力を入れていることに加え、従来から展開してきた豊富な債券ラインナップを積極的に提案していることに大きな特徴がある。また、不動産証券化商品の提案など投資銀行系の業務もこなす。投資銀行業務の専門部署として投資銀行本部を持ち、東京都の9店舗、他に神奈川県、大阪府、愛知県に店舗を展開している。
業界では、藍澤證券、いちよし証券、岩井コスモ証券、丸三証券、水戸証券、東洋証券と並ぶ、中堅証券会社に位置づけられる。

## 沿革
- 1947年（昭和22年）3月 - 冨士証券株式会社として設立。
- 1949年（昭和24年）12月 - 冨士証券の営業を継承し極東証券株式会社を設立。
- 1972年（昭和47年）8月 - 三井銀行と業務提携を締結[5]。
- 1989年（平成元年）10月 - 極東証券（亜洲）有限公司を開設。
  - 同年11月 - 株式会社極東証券経済研究所を設立。
- 1990年（平成2年）9月 - 金地金の売買、売買の媒介、取次ぎ及び代理並びに保管業務の承認を受ける。
  - 同年10月 - 三井グループが増資を引受[5]。
- 2000年（平成12年）9月 - 極東不動産株式会社を合併。株式会社FEインベストを設立。
- 2005年（平成17年）4月 - 東京証券取引所第2部に上場。
- 2006年（平成18年）3月 - 東京証券取引所第1部に指定替え。
- 2007年（平成19年）9月 - 金融商品取引法に基づく金融商品取引業者の登録を受ける。
- 2012年（平成24年）4月 - 代表取締役社長に創業家の菊池一広が就任。

## 関係会社

### 連結子会社
- 極東プロパティ
- 株式会社FEインベスト
- 合同会社アルカイオス匿名組合
- 合同会社フィール旭川開発匿名組合
- 神谷町インベスト合同会社匿名組合
- 合同会社ワルキューレ匿名組合
- FEファンド10号投資事業有限責任組合
- 合同会社ボレロ匿名組合

### 非連結子会社
- 株式会社極東証券経済研究所